# معصوم آباد (مقاطعة دلفان)
معصوم‌آباد (بالفارسية: معصوم‌آباد) هي قرية تقع في قسم ميربغ الشمالي الريفي (مقاطعة دلفان) في إيران. يقدر عدد سكانها بـ 530 نسمة .